# Blaublatt-Funkie
Die Blaublatt-Funkie (Hosta sieboldiana) ist eine Pflanzenart aus der Gattung Funkien (Hosta) in der Unterfamilie der Agavengewächse (Agavoideae).

## Merkmale
Die Blaublatt-Funkie ist eine ausdauernde krautige Pflanze mit einem kurzen Rhizom, die Wuchshöhen von 50 bis 70 Zentimeter erreicht. Der Stängel überragt die Blattrosette nur geringfügig. Die Oberseite der Laubblätter ist deutlich blaugrün, die Blattspreite misst 26 bis 35 (50) × 14 bis 23 (30) Zentimeter und es sind 11 bis 14 (18) Paare von Seitennerven vorhanden. Der Blattstiel ist bis zu 60 Zentimeter lang und ungeflügelt. 
Die Blüten sind bis 5,5 Zentimeter lang und helllila gefärbt. Die Perigonzipfel sind kaum zurückgeschlagen.
Die Blütezeit reicht von Juni bis Juli, zum Teil auch bis August.

## Vorkommen
Die Blaublatt-Funkie kommt in Japan auf Honshū im Hokuriku- und Nord-Kinki-Distrikt vor. Hier wächst sie vermutlich in felsigen Gebirgswäldern.

## Systematik
Man kann zwei Varietäten unterscheiden:
- Hosta sieboldiana var. glabra N.Fujita: Sie kommt auf Honshu und den Oki-Inseln vor.[1]
- Hosta sieboldiana var. sieboldiana: Sie kommt ursprünglich nur in Japan vor.[1]

## Nutzung
Die Blaublatt-Funkie wird verbreitet als Zierpflanze für halbschattige Rabatten und Gehölzränder genutzt. Sie ist seit spätestens 1830 in Kultur.
Es gibt einige Sorten, beispielsweise:    
- Dauergold-Funkie - 'Semperaurea': Die Blätter sind gelbgrün.
- Große Blaublatt-Funkie - 'Elegans': Die Blätter sind runder, stärker blaugrau gefärbt, gerunzelt und kürzer zugespitzt. Diese Sorte wird verbreitet als Zierpflanze genutzt. Synonyme sind Hosta 'Fortunei' × Hosta sieboldiana, Hosta 'Fortunei Robusta' und Hosta sieboldiana var. elegans Hyl.
- Blaue Gelbrand-Funkie - 'Frances Williams': Die Blätter sind blaugrün, gerunzelt und haben einen unregelmäßigen gelben Rand.
- Löffelblatt-Funkie - 'Tokudama': Die Blätter sind herzförmig-rund und kurz zugespitzt, der Stiel ist 20 bis 35 Zentimeter lang und der Blattrand löffelig nach oben gebogen. Der Stängel ist kaum höher als die Blätter. Die Blütezeit ist im Juni, manchmal auch im Juli. Ein Synonym ist Hosta tokudama F.Maek.
- Gefleckte Löffelblatt-Funkie - 'Tokudama Aureonebulosa': Diese Sorte ähnelt stark 'Tokudama', wächst aber schneller und ihre Blätter haben einen gelben Fleck im Zentrum.
- 'Amplissima': Die Horste sind dicht und großblättrig, die Blütentraube ist waagerecht.
- 'Hypophylla': Die Blätter sind mehr oder weniger rund. Die Blütenstängel sind kurz und überragen die Blätter nicht.